# Урунда
Уру́нда (рос. Урунда, башк. Орондо) — присілок у складі Іглінського району Башкортостану, Росія. Входить до складу Акбердінської сільської ради.
Населення — 192 особи (2010; 234 в 2002).
Національний склад:
- башкири — 97 %